# Coregonus johannae
Coregonus johannae és una espècie extinta de peix de la família dels salmònids i de l'ordre dels salmoniformes.
Els mascles podien assolir els 26,5 cm de llargària total.
Era depredat per Petromyzon marinus.
Es trobava a Nord-amèrica: Grans Llacs d'Amèrica del Nord (llacs Huron i Michigan).